# Pectinodrilus marionensis
Pectinodrilus marionensis är en ringmaskart som först beskrevs av Erséus 1979.  Pectinodrilus marionensis ingår i släktet Pectinodrilus och familjen glattmaskar. Inga underarter finns listade i Catalogue of Life.